# Andromeda (miniserie televisiva)
Andromeda (The Andromeda Strain) è una miniserie televisiva statunitense del 2008, basata sull'omonimo romanzo del 1969 scritto da Michael Crichton e parla di un team di scienziati che indagano su una malattia mortale di origine extraterrestre. La miniserie è una rivisitazione del romanzo originale piuttosto che un adattamento. Oltre ad aggiornare l'ambientazione all'inizio del XXI secolo, la miniserie apporta moltissime modifiche alla trama e ai personaggi dalla sua fonte.

## Trama
Un satellite statunitense cade poco fuori Piedmont, Utah, dove viene rinvenuto da due ragazzi che lo portano in città. Gli abitanti lo aprono e viene liberato un microrganismo, che l'esercito chiamerà "Andromeda". Una squadra di scienziati viene inviata dal dipartimento della difesa per recuperare il satellite, ma vengono anche loro attaccati dal virus e muoiono. Il video registrato dal team di recupero e la loro morte, cattura l'attenzione del generale George Mancheck, il capo del reparto della bio-difesa, che attiva un team chiamato Wildfire, formato da cinque ricercatori di alto livello, per scoprire la minaccia. La squadra guidata dal Dr. Jeremy Stone va ad indagare a Piedmont, recupera il satellite. Da quel momento la squadra si ritira in un laboratorio sotterraneo isolato dove comincia ad effettuare esperimenti.

## Produzione
Nel settembre 2004, Sci Fi Channel ha annunciato che avrebbe prodotto una miniserie basata su The Andromeda Strain, prodotta da Ridley, Tony Scott e Frank Darabont. Il 2 maggio 2007, il sito The SciFi Wire ha annunciato che la miniserie sarebbe stata trasmessa su A&E Network, ed è andata in onda negli Stati Uniti in due parti, per un totale di quattro ore. Esiste una versione mandata in onda in Australia il 21 settembre 2009, in un unico film dalla durata di tre ore.

### Riprese
Il 16 agosto 2007, il cast e la troupe hanno filmato al Surrey, B.C. campus della Simon Fraser University di Surrey. Alcune parti sono state girate nella Kamloops Brewery a Kamloops, a Savona, mentre le scene in esterna a Hedley e ad Ashcroft. Sebbene non siano state effettuate riprese nello Utah, l'immagine satellitare che appare nella sequenza dell'attacco nucleare è quella di Emery.

### Accoglienza
La miniserie ha ricevuto recensioni contrastanti da parte della critica. L'Hartford Courant la defisce "divertente con intrighi ad alta velocità". Il Boston Globe la trovò non originale, sebbene "a volte accattivante". Il Los Angeles Times la definisce "esagerata e noiosa" e critica le differenze dalla storia originale. Entertainment Weekly ha criticato la lentezza e ha affermato che "il remake è disordinato e si impantana nel lavoro di laboratorio, nei retroscena insensati e nella burocrazia." Il New York Times ha lamentato la poca suspense.
La miniserie è stata candidata a sette Emmy Award, tra cui Outstanding Miniseries. La prima parte è stata nominata per la fotografia, il montaggio e il montaggio sonoro. La seconda parte è stata candidata per il montaggio del suono. Entrambe le parti sono state nominate per il trucco (non prostetico).

### Altri media
A&E ha creato un alternate reality game che ruota attorno a un blog immaginario, intitolato "What Happened in Piedmont?". Il blog accompagna la miniserie e contiene riferimenti ai problemi della città in cui è ambientata la miniserie. L'autore è uno studente di giornalismo presso l'Università della California - Berkeley, e discute dei suoi tentativi di contattare le persone di Piedmont, sua città natale, dopo aver ricevuto un bizzarro messaggio vocale lasciatogli dalla sorella. Dopo il primo post nell'aprile 2008, il blog ha rivelato ulteriori approfondimenti sulla trama della miniserie, con collegamenti ad altri siti fittizi in cui i giocatori potevano inserire password per ottenere maggiori informazioni.